# شهرستان اوستی ناد اورلیتسی
ناحیهٔ اوستی ناد اورلیتسی (به لاتین: Ústí nad Orlicí District) یک ناحیه در جمهوری چک است که در منطقه پاردوبیتسه واقع شده‌است. ناحیهٔ اوستی ناد اورلیتسی ۱٬۲۵۸٫۳۱ کیلومتر مربع مساحت و ۱۳۷٬۲۷۰ نفر جمعیت دارد.